# Technická univerzita ve Zvolenu
Technická univerzita ve Zvolenu (slovensky Technická univerzita vo Zvolene) je slovenská veřejná vysoká škola univerzitního typu se sídlem ve Zvolenu.
Předchůdcem Technické univerzity ve Zvolenu byla Vysoká škola lesnická a dřevařská, která byla zřízena v roce 1952 vládním nařízením č. 30/1952 Sb. Zákonem NR SR č. 26/1992 Sb. ze dne 17. prosince 1991 byl její název změněn na dnešní název Technická univerzita ve Zvolenu.

## Fakulty
- Lesnická fakulta
- Drevařská fakulta
- Fakulta ekologie a environmentalistiky
- Fakulta techniky

## Zajímavosti
Technická univerzita ve Zvolenu užívá pro řízení svého studijního informačního systému Univerzitní informační systém, při jehož zavádění je jí partnerem česká Mendelova zemědělská a lesnická univerzita v Brně.